# Federico Lapenna
Federico Lapenna (Roma, 12 febbraio 1988) è un pallanuotista italiano, di ruolo centroboa.

## Carriera
Cresciuto nella Roma Vis Nova, disputa poi quattro stagioni tra Florentia, Sori e Pro Recco. Fa quindi ritorno alla Florentia per una stagione nel 2009, per poi consacrarsi definitivamente con la calottina recchelina, con cui disputa cinque stagioni conquistando numerosi titoli, tra cui due Champions League. Nel 2008 con il Sori, invece, conquista la Coppa Comen. Nell'estate 2015 si trasferisce alla Lazio. Dal 2018 al 2020 indossa la calottina del Latina, mentre nel 2021 con l'Anzio Waterpolis ottiene la promozione in Serie A1. Nel 2024 si trasferisce al Grifone Nuoto, dove conquista la promozione in Serie B.
Parallelamente è tecnico delle giovanili di Anzio, Lazio e Grifone.
Ha collezionato 65 presenze con la calottina della nazionale italiana di pallanuoto.

## Palmarès

### Club
- Campionato italiano: 6

Pro Recco: 2008-09, 2010-11, 2011-12, 2012-13, 2013-14, 2014-15
- Coppe Italia: 5

Pro Recco: 2008-09, 2010-11, 2012-13, 2013-14, 2014-15
- Coppa dei Campioni/Eurolega: 2

Pro Recco: 2011-12, 2014-15
- Supercoppa LEN: 2

Pro Recco: 2008, 2012
- Lega Adriatica: 1

Pro Recco: 2011-2012
- Coppa COMEN: 1

Sori: 2007-2008